# Daniel Rapant
Daniel Rapant (Holics, 1897. április 17. – Pozsony, 1988. április 17.) szlovák levéltáros, történész, egyetemi oktató. Hana Meličková színésznő férje.

## Élete
1917-ben érettségizett Szakolcán. 1918–1922 között történelmet és szlavisztikát tanult Prágában a Károly Egyetemen. 1919–1921 között szintén Prágában abszolválta az Állami Levéltári Iskolát. 1922–1923-ban tanulmányúton volt Párizsban a Sorbonne Egyetemen.
1924-ben Pozsony vármegyei főlevéltáros, 1928–1933 között a Tartományi Levéltár vezetője lett. 1933-tól a pozsonyi Comenius Egyetem rendkívüli professzora volt cseh–szlovák történelemből. 1938-tól rendes professzor. 1938–1939-ben a cseh–szlovák–magyar bizottság kisebbségi kérdéseiben elnökölt. 1945-ben a Comenius Egyetem rektora volt.
1945-1948 között a Matica slovenská történeti bizottságának elnöke. 1946-ban javasolta és alapító elnöke lett a Szlovák Történeti Társaságnak. 1950-től tiltólistára került. 1956-1958 között a pozsonyi Egyetemi Könyvtárban dolgozott, majd nyugdíjba vonult. 1968-tól a SzTA tagja.

## Elismerései és emlékezete
- 1968 SZSZK Nemzeti Díj
- 1969 Munka Érdemrend
- 1987 SZTA Arany Medál
- 1991 Tomáš Garrigue Masaryk-érdemrend I. osztály (in memoriam)
- Daniel Rapant-díj

## Művei
- 1921 Asimilácia odrodilých Slovákov. Mladé Slovensko 1921, 3–4.
- 1924 Národ a dejiny
- 1925 Národ a československá otázka
- 1927 K počiatkom maďarizácie I.
- 1930 Maďarizácia, Trianon, revízia a demokracia
- 1930 Maďarónstvo Bernolákovo. Bratislava.
- 1930 Československé dejiny – Problémy a metódy
- 1931 K počiatkom maďarizácie II. Prvé zákony maďarizačné 1790–1792. Bratislava.
- 1934 O Starý Liptov
- 1937–1972 Slovenské povstanie v roku 1848–1849, I–V.
- 1941 Pribinov nitriansky kostolík
- 1942 Doba štúrovská
- 1943 Slovenský prestolný prosbopis z roku 1842 (Tranoscius, Liptovský Mikuláš 1943)
- 1943 Viedenské memorandum slovenské z roku 1861 (1943)
- 1947 Ilegálna maďarizácia 1790–1840
- 1950 Tatrín – Osudy a zápasy.
- 1953 Sedliacke povstanie na východnom Slovensku roku 1831, I./1–3.
- 1968 Slováci v dejinách. Slovenské pohľady, 1968/3.
- 1968 Logika dejín. Kultúrny život 1968/33.